# Marsh Ridge
Marsh Ridge är en bergstopp i Antarktis. Den ligger i Västantarktis. Inget land gör anspråk på området. Toppen på Marsh Ridge är 1 432 meter över havet, eller 311 meter över den omgivande terrängen. Bredden vid basen är 3,0 km.
Terrängen runt Marsh Ridge är varierad. Trakten är obefolkad. Det finns inga samhällen i närheten.